# Riglă de calcul

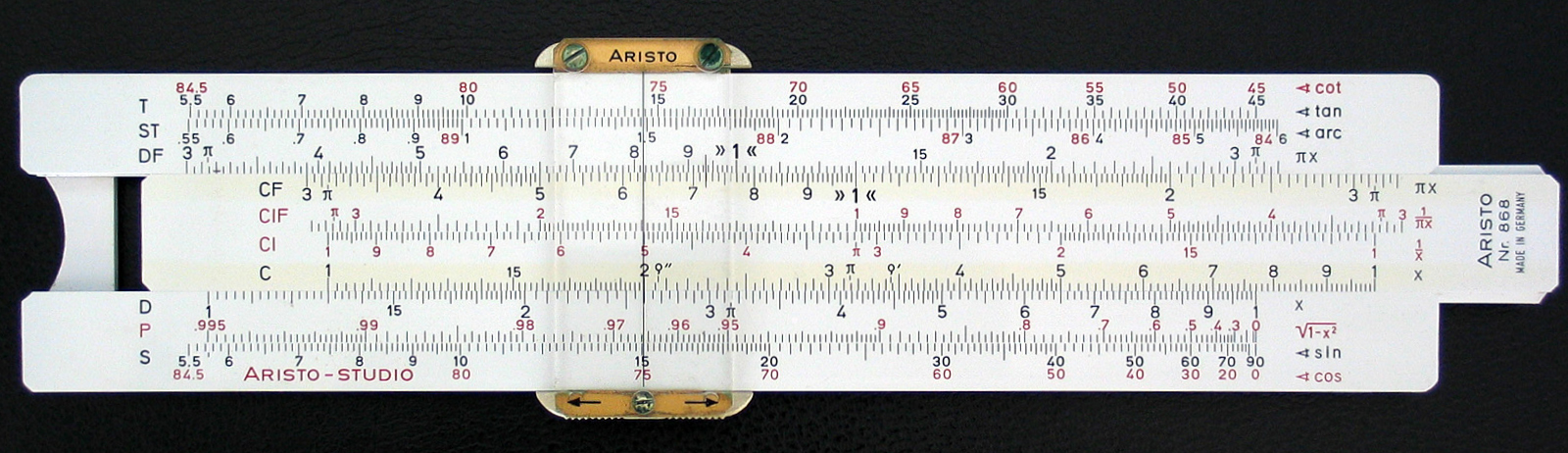
Riglă de calcul de uz general afişând operaţia de înmulţire 1,3 x 2 = 2,6

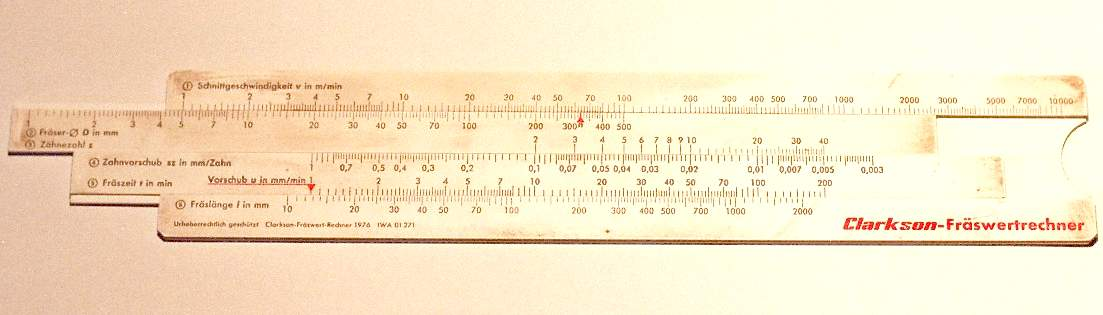
Riglă de calcul de uz special pentru calculul parametrilor de lucru ai unei maşini-unelte: avansul frezei

Rigla de calcul, denumită și riglă logaritmică, este un instrument utilizat pentru efectuarea rapidă și cu aproximare suficientă a unor operații matematice ca: înmulțiri, împărțiri, ridicări la pătrat, la cub, la puterea 10, extrageri de rădăcini pătrate și cubice, calculul procentelor, calcule cu logaritmi, operații cu funcții trigonometrice ș.a.

## Principiul de funcționare
Principial, construcția riglei de calcul se bazează pe utilizarea grafică a proprietăților logaritmilor.
Scara logaritmică ce stă la baza construcției riglei de calcul, a fost inventată de Edmund Gunter, în 1623.
În 1632, William Oughtred a introdus o perfecționare radicală, utilizând două scări gradate identice care alunecau una în lungul celeilalte, iar Seth Partridge i-a dat în 1662 forma actuală.

## Construcția
Rigla de calcul este alcătuită dintr-o riglă fixă pe care se marchează două scări logaritmice, dintr-o riglă mobilă (rigletă) care culisează într-un șanț al riglei fixe, având și acesta două scări logaritmice și dintr-un cursor cu 1 - 3 fire reticulare care ușurează aprecierea fracțiunilor de diviziuni. Principiul de funcționare se bazează pe folosirea segmentelor proporționale cu logaritmii numerelor de la 1 la 10, sau cu logaritmii unor funcții transcendente, care fiind marcați pe scări paralele, permit înlocuirea anumitor operații prin adunare sau scădere de segmente.

## Categorii de rigle de calcul
După felul scărilor de calcul gradate, riglele de calcul pot fi:

- de uz general, prevăzute cu scări destinate calculelor tehnice generale;

- de uz special, prevăzute cu scări destinate numai calculelor în anumite domenii: electrotehnică, construcții, teoria așchierii metalelor, navigație, comerț, topografie etc.
După forma secțiunii transversale, aceste rigle de calcul se execută în două tipuri:

- trapezoidale;

- dreptunghiulare.
În funcție de lungimea divizată a scărilor, riglele de calcul de uz general se execută în șase mărimi: 100, 125, 250, 500, 1000 și 1250 mm. Cu cât lungimea scărilor riglei este mai mare, cu atât gradul de precizie al operațiilor efectuate cu ajutorul acesteia este mai mare dar și manevrarea sa este mai greoaie.
Scările sunt marcate, de regulă, cu negru pe fond alb, uneori folosindu-se și marcajul colorat.
Precizia de calcul realizată cu ajutorul riglelor de calcul nu depășește precizia citirilor grafice curente, dar există destule domenii în care nu este necesară o precizie prea mare, impunându-se însă rapiditatea calculului și controlul ușor asupra primelor cifre ale rezultatului obținut.
Efectuarea calculelor cu asemenea instrumente prezintă neajunsul că la aflarea rezultatului final al operațiilor parcurse nu se indică și ordinul de mărime. Însă, pe baza unor reguli simple și în urma unor exerciții repetate, și ordinul de mărime al rezultatului poate fi stabilit destul de repede.

## Operații ce se pot efectua
Operațiile cele mai frecvente ce se pot efectua cu ajutorul riglei de calcul, sunt următoarele:

— înmulțirea,

— împărțirea,

— ridicarea la pătrat,

— extragerea rădăcinii pătrate,

— ridicarea la cub,

— extragerea rădăcinii cubice,

— calculul unor expresii de forma a2/3 sau a3/2,

— calculul logaritmului zecimal al unui număr,

— calculul numărului al cărui logaritm zecimal este dat,

— calculul logaritmului natural al unui număr,

— calculul unor expresii de forma a10, a0,1, ex etc, folosind scara exponențială,

— calculul suprafeței cercului,

— calculul diametrului cercului când se cunoaște aria suprafeței acestuia,

— calculul funcțiilor trigonometrice când unghiul a este dat în grade sexagezimale sau centezimale,

— calculul valorii unghiului când se cunoaște mărimea unei funcții trigonometrice a unghiului respectiv etc.
Nu se efectuează operații de adunare și scădere a numerelor reale (în calculele electrotehnice, se adună și se scad — cu ajutorul riglei de calcul — numerele complexe sub forma lor algebrică).

## Variante neconvenționale de riglă de calcul
În 1942 a fost lansată varianta Chronomat a cronometrului Breitling Navitimer, care a fost primul cronograf cu o riglă de calcul circulară, montată în jurul cadranului.